# Dongaon, Chitapur
Dongaon là một làng thuộc tehsil Chitapur, huyện Gulbarga, bang Karnataka, Ấn Độ.